# اوبرپولندورف
اوبرپولندورف (به آلمانی: Oberpullendorf) یک شهر و شهرک با حقوق شهرک و روستای سابق در اتریش است که در بورگن‌لاند واقع شده‌است.

## خصوصیات
اوبرپولندورف ۲٬۹۲۳ نفر جمعیت دارد.

## خواهرخوانده
شهر باد نوی‌اشتات آن در زاله خواهرخواندهٔ اوبرپولندورف هست.